# Citronella incarum
Citronella incarum là một loài thực vật có hoa trong họ Cardiopteridaceae. Loài này được (J.F.Macbr.) R.A.Howard mô tả khoa học đầu tiên năm 1940.